# Partito della Giustizia (Maldive)
Il Partito della Giustizia (in inglese Adhaalath Party, JP) è un partito politico maldiviano.

## Risultati elettorali
| Anno | Voti  | Seggi  |
| ---- | ----- | ------ |
| 2009 | 1 487 | 0 / 77 |
| 2014 | 4 941 | 1 / 85 |
| 2019 | 4 423 | 0 / 87 |
| 2024 | 2 538 | 0 / 93 |